# Diospyros anisandra
Diospyros anisandra är en tvåhjärtbladig växtart som beskrevs av Sidney Fay Blake. Diospyros anisandra ingår i släktet Diospyros och familjen Ebenaceae. Inga underarter finns listade i Catalogue of Life.